# نمونه‌های رأی‌گیری الکترونیکی در جهان
لیست زیر مثالهایی از رأی گیری الکترونیکی در نقاط مختلف دنیاست. نمونه‌ها شامل مکان‌های رأی گیری، رأی گیری الکترونیک و رأی گیری اینترنتی است.

## استرالیا
در سال ۲۰۰۷، سربازان استرالیایی و پرسنل غیرنظامی مستقر در عراق، افغانستان، تیمور شرقی و جزایر سلیمان به لطف بهره‌گیری از اینترنت، فرصت رأی دادن برای حوزه انتخابی خود را طی یک برنامه آزمایشی به دست آوردند.

## بلژیک
در سال ۱۹۹۱، دولت بلژیک دو منطقه را برای اخذ آراء توسط ماشین رأی گیری مشخص نمود. در انتخابات پارلمان اروپا در سال ۲۰۰۴، ۴۴ درصد از رأی دهندگان از ماشین‌های رأی گیری بهره بردند.

## برزیل
برزیل رأی گیری الکترونیکی آزمایشی خود را در سال ۱۹۹۱ در ایالت سانتا کاترینا آغاز کرده است. از سال ۲۰۰۰ همه همه پرسی‌ها در این کشور به صورت الکترونیکی برگزار شده‌اند. در انتخابات سال‌های ۲۰۰۰ و ۲۰۰۲ نتایج همهٔ حوزه‌های انتخابیه در عرض چند دقیقه پس از اتمام زمان رأی گیری، جمع‌آوری و شمارش شدند. در هر دو انتخابات از چهارصدهزار دستگاه اخذ رأی استفاده شد.

## استونی
در استونی، در اکتبر ۲۰۰۵، مردم در یک رأی گیری الکترونیکی برای انتخابات شهرداری‌ها شرکت کردند. این کشور به عنوان اولین کشور که در آن اخذ رأی از طریق اینترنت انجام پذیرفت، شناخته می‌شود. از آنجایی که اولین تجربه با موفقیت انجام شد، در انتخابات پارلمان در سال ۲۰۰۷ نیز، مجدداً از اینترنت استفاده شد.

## هلند
در هلند، از اواخر دهه نود به بعد، از ماشین‌های رأی گیری استفاده می‌شده است. بسیاری از دستگاه‌های اخذ رأی ساخت شرکت Nedap بودند. در انتخابات سال ۲۰۰۶ جدال بزرگی بر سر استفاده از این دستگاه‌ها سر گرفت و در یک برنامه تلویزیونی نشان داده شد که چطور ظرف مدت ۵ دقیقه این ماشین قابلیت دستکاری و تغییر آراء را دارد.

## هند
هند برای اولین بار در سال ۱۹۸۲ رأی گیری الکترونیکی را در شهر پارور واقع در ایالت کرالا به صورت آزمایشی برگزار کرد، اما دیوان عالی هند این انتخابات را نامعتبر اعلام کرد زیرا آن را مغایر با قوانین موجود ارزیابی نمود. پس از این حادثه و با اعمال تغییرات لازم در قانون، درانتخابات پارلمانی سال ۲۰۰۳ برای نخستین بار از ماشین‌های رأی گیری استفاده شد.

## ایرلند
ایرلند در برنامه آزمایش رأی گیری الکترونیکی خود در سال ۲۰۰۲ اقدام به خرید ماشین‌های رأی گیری به مبلغ ۵۰ میلیون دلار از شرکت هلندی Nedap نمود که از این دستگاه‌ها در برخی از حوزه‌های انتخابیه استفاده نمود. کمیته برگزاری انتخابات الکترونیکی در مورد امنیت دستگاه‌های اخذ رأی برای جلوگیری از تقلب تحقیق نمود و مسئولین تاکنون چندین بار از نارضایتی عمومی برای استفاده از این دستگاه‌ها صحبت کرده‌اند و آینده استفاده از این روش همچنان نامشخص است.

## نروژ
نروژ یک برنامه آزمایشی در انتخابات محلی سال ۲۰۰۳ برگزار کرده است، که در این انتخابات، از ماشین‌های الکترونیکی اخذ رأی با صفحه لمسی استفاده کرد.

## ایتالیا
۹ و ۱۰ آوریل سال ۲۰۰۶ در شهر سرمونای ایتالیا، یک برنامه آزمایشی با دستگاه‌های شرکت هلندی Nedap برگزار شد. در این برنامه ۳۰۰۰ نفر در چهار ایستگاه اخذ رأی شرکت کردند. برنامه آزمایشی با یک موفقیت بزرگ به اتمام رسید.